# Moúlki (ort i Grekland)
Moúlki är en ort i Grekland.   Den ligger i prefekturen Nomós Korinthías och regionen Peloponnesos, i den sydöstra delen av landet, 90 km väster om huvudstaden Aten. Moúlki ligger 48 meter över havet och antalet invånare är 1 316.
Terrängen runt Moúlki är kuperad åt sydväst, men åt nordost är den platt. Havet är nära Moúlki åt nordost. Runt Moúlki är det ganska tätbefolkat, med 96 invånare per kvadratkilometer. Närmaste större samhälle är Kiáto, 3,0 km nordost om Moúlki. Trakten runt Moúlki består till största delen av jordbruksmark.